# Eugenio Derbez
Eugenio Alexandrino  González Derbez (Cidade do México, 2 de setembro de 1961) é um ator, roteirista, produtor, dublador, cineasta e comediante mexicano. É filho da atriz mexicana Silvia Derbez e de Eugenio González Salas. Em 2014, ele foi eleito pela Variety como o comediante hispânico mais influente na indústria do entretenimento. Atualmente, Eugenio vive em Los Angeles, California. Seus filhos são: Aislinn Derbez, Vadhir Derbez, fruto do seu relacionamento com Gabriela Michel e Silvana Prince, e José Eduardo Derbez, fruto de seu relacionamento com Victoria Ruffo e Aitana sánchez Derbez fruto do seu atual relacionamento com a cantora Alessandra Rosaldo.

## Carreira
Em 1990, atua no papel de "Eugenio" no filme de comédia Trasplante a la Mexicana. No mesmo ano participou ao lado do comediante César Bono em Fotógrafo de Modelos. Derbez seguiu fazendo filmes durante os anos 90, mas o sucesso de seus filmes nunca comparou com o sucesso na televisão. En 1992, começou com o show Al Derecho y al Derbez. Ainda em  1992 casou-se com a atriz Victoria Ruffo; em que várias ocasiões Vicky Ruffo declarou que seu casamento com Derbez era falso, que nunca foi válido. Derbez, no entanto, nunca confirmou nem desmentiu o que Victoria Ruffo declarou. 
Em 2003, Derbez produziu  série XHDЯBZ. Nesta série marcou seu trabalho como produtor, desde então também produziu Derbez en Cuando, Hospital El Paisa e Vecinos.
Em 2006, Derbez dirigiu e atuou no programa La bella y la muy bestia produzido por Emiliano Santa Cruz. É por isso que Eugenio Derbez é considerado uma figura humor.
Em 2008, estreou na obra Una Eva y Dos Patanes com Jacqueline Voltaire, e seus filmes La misma Luna e Beverly Hills Chihuahua.
Derbez dublou a voz de Jim Carrey no filme Yes Man.
Iniciou em abril de 2009 a filmagem do filme No eres tú, soy yo, uma comédia romântica que Warner Brosproduz.
Em 7 de julho de 2012, casou-se com a cantora mexicana Alessandra Rosaldo.
Derbez esteve nos Jogos Olímpicos de Londres filmando suas esquetes de humor.

## Televisão
- 2012 ¡Rob! - como Héctor.
- 2010 La jugada del mundial.
- 2002-presente La familia P. Luche - como Ludovico P. Luche.
- 2009 Hermanos y detectives - como Darío.
- 2009 Plaza Sésamo - como Mesero.
- 2009 Ellas son... la alegría del hogar - como Edmundo Martínez.
- 2008 Televisa Deportes - Jogos Olímpicos de Pequim 2008.
- 2005-2006 Vecinos .
- 2006 La fea más bella - como Armando Hoyos - Participação especial.
- 2002-2004 XHDЯBZ - vários personagens
- 2002 Cómplices al rescate - como Manteguinha (Voz).
- 2000 Cuento de Navidad - Enfermeiro
- 1999 Serafín
- 1998-1999 Derbez en cuando - Vários personagens (Premio TVyNovelas 1999 como melhor ator cômico.
- 1997 No tengo madre - como Eligio Augusto Maldonado Julio Remigio Vasconcelos *1993-1995 Al Derecho y al Derbez com Victoria Ruffo
- 1987 Papá soltero - como F Abasolo.
- 1988 Anabel.
- 1984 Cachún cachún ra ra! - como Eugenio.

## Cinema
- 2021 CODA - Bernardo Villalobos/Mr. V
- 2019 Dora e a Cidade Perdida - como Alejandro Gutierrez
- 2018 Homem ao mar - como Leonardo
- 2017 Como se tornar um conquistador - como Maximo
- 2016 Milagres do paraíso - como doutor
- 2013 Não aceitamos devoluções - como Valentin
- 2012 Girl in Progress
- 2011 Jack and Jill - como Felipe/Juangelina.
- 2010 Te presento a Laura - como Charlie.
- 2010 No eres tú, soy yo - como Javier.
- 2010 Shrek para sempre - Burro (dublagem).
- 2010 Hellboy II - O Exército Dourado - Johann Krauss (dublagem).
- 2008 Plaza Sésamo.
- 2007 La misma luna - como Enrique.
- 2007 Shrek Terceiro - Burro (Dublagem).
- 2005 Mulan II - Mushu (Dublagem).
- 2004 Shrek 2 - Burro (Dublagem).
- 2001 Shrek- Burro (Dublagem).
- 2001 Dr. Dolittle 2 - Lucky (Dublagem).
- 2000 102 Dálmatas - Garcilazo (Dublagem).
- 1998 Mulan - Mushu (Dublagem)